# Kreptja
Kreptja (bulgariska: Крепча) är ett distrikt i Bulgarien.   Det ligger i kommunen Obsjtina Opaka och regionen Tărgovisjte, i den nordöstra delen av landet, 240 km öster om huvudstaden Sofia.